# Yevgeniy Zhukov
Yevgeniy Zhukov (né le 20 août 1930) est un athlète russe, spécialiste des courses de fond.

## Biographie
Concourant sous les couleurs de l'URSS, il remporte la médaille d'argent du 10 000 mètres lors des championnats d'Europe de 1958, à Stockholm, devancé par le Polonais Zdzisław Krzyszkowiak.

### Palmarès
| Date | Compétition           | Lieu      | Résultat | Épreuve  | Performance   |
| ---- | --------------------- | --------- | -------- | -------- | ------------- |
| 1958 | Championnats d'Europe | Stockholm | 2e       | 10 000 m | 28 min 58 s 6 |

### Records
| Épreuve  | Performance   | Lieu      | Date         |
| -------- | ------------- | --------- | ------------ |
| 10 000 m | 28 min 58 s 6 | Stockholm | 19 août 1958 |